# Давидкова (Слободо-Туринський район)
Дави́дкова (рос. Давыдкова) — присілок у складі Слободо-Туринського району Свердловської області. Входить до складу Слободо-Туринського сільського поселення.
Населення — 12 осіб (2010, 31 у 2002).
Національний склад населення станом на 2002 рік: росіяни — 100 %.